# 3525 Paul
3525 Paul este un asteroid din centura principală, descoperit pe 15 februarie 1983 de Norman Thomas.